# ISO 26000
ISO 26000은 국제표준화기구(ISO)에서 개발한 기업의 사회적 책임 (CSR: Corporate Social Responsibility)의 세계적인 표준이다.
제네바에 본부를 둔 국제표준화기구 (ISO)는 사회적 책임 경영의 국제표준으로 ISO 26000을 2010년 11월에 제정 발표했다. ISO 26000은 사회적 책임을 이행하고 커뮤니케이션을 제고하는 방법과 관련하여 지침을 제공한다. 이를 만들기 위해 준비 기간은 4년(2001년~2004년)이 걸렸으며, 개발 기간은 6년(2005년~2010년)이다. 어느 조직이나 ISO 26000 지침서를 참조로 하여 미래의 지속 가능성을 확보하기 위한 활동을 준비할 수 있다. 2013년 현재 세계적으로 1만 개가 넘는 단체가 ISO 26000 지침을 사용한다.

## 배경
사회적 책임에 대한 관심이 고조되면서 ISO는 2001년 ISO 소비자 정책 위원회(ISO/COPOLCO)가 사회적 책임에 관한 국제 표준 개발의 타당성을 검토할 수 있도록 결의안을 승인하였다. 거의 2년에 걸친 연구 결과 ISO는 새로운 표준을 개발하기 위해 사회적 책임에 관한 ISO 실무그룹(ISO/WG SR)을 구성하기로 결정했다. 실무그룹은 선진국 및 개발도상국의 국가표준기구(스웨덴의 ISO 멤버인 SIS와 브라질의 ISO 멤버인 ABNT)가 공동으로 이끌었다. 총 8차례의 국제 총회를 개최하고 25,000건에 달하는 서면 의견을 검토한 후에야 의견의 일치를 이룰 수 있었다. 또한 ISO와 ISO/WG SR은 정교한 이해 관계자 대화 프로세스를 기반으로 급진적인 반대 의견에 대응하는 새로운 방법을 개발함으로써 국제적 합의를 달성할 수 있었다. 2010년 11월에 발행된 ISO 26000은 거의 5년에 걸친 혁신적이고 도전적인 프로세스를 통해 개발되었다. 특히 개발도상국에서 많은 워크숍을 개최함으로써 이해를 증진하고 역량을 강화하였다. 실제로 프로세스의 각 단계는 상호 이해를 증진하고 99개국, 40개 국제기구, 450명의 전문가들의 참여를 확보하기 위해 실무그룹의 지도부와 ISO 임원에 의해 검토되었다.

## 기본 7개 원칙
- 책임성
- 투명성
- 윤리적 행동
- 이해 관계자의 이익 존중
- 법규 준수
- 국제 행동 규범존중
- 인권 존중

## 주제
사회적 위험과 영향을 파악하고 이를 관리하기 위해 가이드라인에 포함된 핵심 분야는 다음과 같다.
- 조직 거버넌스
- 인권
- 노동 관행
- 환경
- 공정 운영 관행
- 소비자 이슈
- 지역사회 참여와 발전

기업이 다양한 프로그램이나 비즈니스 의사 결정을 통해 기업의 사회적 책임을 이행할 때 위에 언급된 핵심 분야를 고려하지 않을 수도 있다. ISO 26000 가이드라인에는 위의 핵심 분야가 기업이나 조직의 지속 가능성에 영향을 미치며 위험성이 있는 분야라고 명시되어 있다. 핵심 분야를 고려하지 않을 경우 언론의 감시뿐만 아니라 민사/형사 소송, 브랜드 명성을 훼손시킬 수 있는 소비자 민원 증가로 이어질 수 있다. 또한 인적 자원이나 인권 문제에 관심을 기울이지 않을 경우 불필요한 사회적 비난을 초래할 수 있다. 마찬가지로 공정 거래 관행을 따르지 않을 경우 기업은 금전적 손해와 이미지 훼손을 입게 된다.
따라서 ISO 26000 문서는 기업의 사회적 책임(CSR)을 이행할 때 어떠한 활동을 해야 하고 어떠한 의식을 반영해야 하는 지에 대해 기업을 포함한 모든 조직에게 명확한 지침을 제공하기 위해 개발되었다. 대부분의 한국 기업들이 보여주는 관행과 달리 기업의 사회적 책임은 사회에 공헌하는 몇 가지 이벤트나 프로그램을 이행했다고 해서 끝나는 것이 아니다. 본 가이드라인에 포함된 핵심 주제는 기업의 주요 경영 철학 및 관행에 반드시 반영되어야 한다.
ISO 26000은 기업이 반드시 준수해야 할 표준이 아니라 가이드라인이다. 따라서 조직이나 기업의 사회적 책임 활동 또는 프로그램이 본 가이드라인을 준수할 것인지 여부는 각 조직이나 기업의 결정에 따른다.

## 혜택과 지원
ISO 26000 지침을 준수하는 기업은 다음과 같은 혜택을 받을 수 있다.
- 기존 법률이나 규제를 준수하고, 향후 법률이나 규제를 파악하는 등 체계적인 접근법을 통해 법률 및 규제 요건에 대한 준수 체계 개선
- 기업의 사회적 책임을 국제 규범 및 표준에 의거하여 이행하고 있음을 입증
- 정부가 ISO 26000 준수 여부를 중요한 자격 기준으로 간주하고 있기 때문에 정부 입찰 참여시 경쟁업체 대비 경쟁력 확보
- 주요 인력, 고객, 클라이언트, 사용자를 유지하고 새롭게 확보할 수 있는 능력
- 직원의 사기, 헌신, 생산성 확보
- 투자자, NGO, 기타 활동가, 정부가 기업을 바라보는 관점 개선
- 지속 가능성 관련 위험에 대한 경영진의 인식 제고
- 기업의 비즈니스 관행에 CSR 반영
- 인식 제고, 지식 향상, 비즈니스 의사 결정 개선
- 자원의 효율적 사용, 비용 감소에 관한 비즈니스 의사 결정 개선
- 경쟁사 벤치마킹을 통한 CSR 관행 향상
- 브랜드 이미지/명성 제고, 소비자 만족도 향상으로 인한 소비자 선호도 증가, 지역사회 및 환경 운동가들과의 관계 개선, 공정 거래 기업으로서의 이미지 구축 등 다양한 혜택

ISO 26000이 제공하는 지원:
- ISO 26000은 조직의 크기, 지역에 관계 없이 모든 유형의 조직을 대상으로 다음과 관련하여 가이드라인을 제시한다.
- 사회적 책임의 개념, 조건, 정의
- 사회적 책임의 배경, 트렌드, 특징
- 사회적 책임의 원칙과 관행
- 사회적 책임의 핵심 주제와 이슈
- 조직 전체에서, 조직의 정책과 관행을 통해, 그리고 조직의 영향 범위 내에서 사회적으로 책임 있는 행동을 통합, 실행, 촉진
- 이해 관계자의 확인과 참여
- 사회적 책임에 대한 헌신, 성과 및 기타 정보의 소통

ISO 26000은 조직이 지속 가능한 개발에 공헌할 수 있도록 지원하는 것을 목표로 한다. 또한 단순한 법의 준수가 목표가 아니라 법을 준수하는 것이 조직으로서의 기본적인 의무이며 사회적 책임의 핵심 분야에 해당된다는 것을 인식할 수 있도록 한다. 뿐만 아니라 사회적 책임에 대한 공동의 이해를 증진시키고 사회적 책임을 위한 다른 방법이나 계획을 대체하는 것이 아니라 이를 보완하는 역할을 한다. ISO 26000을 적용할 때 조직은 사회적, 환경적, 법적, 문화적, 정치적, 그리고 조직의 다양성을 고려하는 것이 바람직하다.

## 같이 보기
- 기업의 사회적 책임
- ISO 14000